# Hall of Fame (bài hát)
"Hall of Fame" là một bài hát của ban nhạc người Ireland The Script hợp tác với nghệ sĩ thu âm người Mỹ will.i.am nằm trong album phòng thu thứ ba của nhóm, #3 (2012). Nó được phát hành vào ngày 20 tháng 8 năm 2012 như là đĩa đơn đầu tiên trích từ album bởi Phonogenic Records và Epic Records. Bài hát được đồng viết lời và sản xuất bởi hai thành viên của The Script Danny O'Donoghue và Mark Sheehan với Jimbo Barry, cộng tác viên quen thuộc xuyên suốt sự nghiệp của họ. Giọng ca chính của nhóm O'Donoghue gặp will.i.am lần đầu tiên trong quá trình cả hai làm giám khảo cho The Voice UK, và sau khi cả hai lắng nghe những bản thu âm nháp của O'Donoghue, họ quyết định hợp tác với "Hall of Fame". Đây là một bản pop rock kết hợp với những yếu tố từ hip hop mang nội dung đề cập đến việc không bao giờ từ bỏ ước mơ và hoài bão của mỗi người trong việc tạo nên sức ảnh hưởng đến thế giới và được ghi danh vào Đại sảnh Danh vọng.
Sau khi phát hành, "Hall of Fame" nhận được những phản ứng tích cực từ các nhà phê bình âm nhạc, trong đó họ đánh giá cao cấu trúc âm nhạc, thông điệp tích cực cũng như quá trình sản xuất nó, đồng thời gọi đây là một điểm nhấn nổi bật từ #3. Ngoài ra, bài hát còn gặt hái nhiều giải thưởng và đề cử tại những lễ trao giải lớn, bao gồm đề cử tại giải thưởng Âm nhạc Thế giới năm 2014 cho Bài hát xuất sắc nhất thế giới. "Hall of Fame" cũng tiếp nhận những thành công vượt trội về mặt thương mại, đứng đầu các bảng xếp hạng ở Áo, Ireland và Vương quốc Anh, đồng thời lọt vào top 10 ở hầu hết những quốc gia nó xuất hiện, bao gồm vươn đến top 5 ở những thị trường lớn như Úc, Phần Lan, Đức, Ý, New Zealand, Na Uy, Ba Lan, Thụy Điển và Thụy Sĩ. Tại Hoa Kỳ, nó đạt vị trí thứ 25 trên bảng xếp hạng Billboard Hot 100, trở thành đĩa đơn thứ tư của The Script và thứ bảy của will.i.am vươn đến top 40, đồng thời tiêu thụ được hơn 2.9 triệu bản tại đây.
Video ca nhạc cho "Hall of Fame" được đạo diễn bởi Ethan Lader, trong đó bao gồm những cảnh The Script và will.i.am hát trong một nhà kho bị bỏ hoang, xen kẽ với những cảnh về câu chuyện đi đến thành công và quá trình tập luyên của một võ sĩ quyền anh khao khát và một vũ công ba lê khiếm thính. Để quảng bá bài hát, hai nghệ sĩ đã trình diễn nó cùng nhau hoặc riêng biệt trên nhiều chương trình truyền hình và lễ trao giải lớn, bao gồm The Ellen DeGeneres Show, Live with Kelly and Michael, Today, The Tonight Show with Jay Leno, Top of the Pops, The Voice UK và The X Factor Australia, cũng như trong nhiều chuyến lưu diễn của họ. Kể từ khi phát hành, "Hall of Fame" đã được hát lại và sử dụng làm nhạc mẫu bởi nhiều nghệ sĩ, như Kylie Minogue, Ricky Martin, Joel Madden và dàn diễn viên của Glee, cũng như được sử dụng trong nhiều sự kiện thể thao bởi thông điệp của bài hát. Tính đến nay, nó đã bán được hơn 5 triệu bản trên toàn cầu, trở thành một trong những đĩa đơn bán chạy nhất mọi thời đại.

## Danh sách bài hát
- CD[1] / Tải kĩ thuật số[2]

1. "Hall of Fame" (hợp tác với will.i.am) - 3:22
2. "Hall of Fame" (hợp tác với will.i.am) (Jimbo phối lại) - 3:02

## Xếp hạng
| Bảng xếp hạng (2012-13)               | Vị trí cao nhất |
| ------------------------------------- | --------------- |
| Úc (ARIA)                             | 4               |
| Áo (Ö3 Austria Top 40)                | 1               |
| Bỉ (Ultratop 50 Flanders)             | 8               |
| Bỉ (Ultratop 50 Wallonia)             | 12              |
| Canada (Canadian Hot 100)             | 25              |
| Cộng hòa Séc (Rádio Top 100)          | 5               |
| Đan Mạch (Tracklisten)                | 11              |
| Châu Âu (Euro Digital Songs)          | 1               |
| Phần Lan (Suomen virallinen lista)    | 2               |
| Pháp (SNEP)                           | 60              |
| Đức (GfK)                             | 2               |
| Hungary (Rádiós Top 40)               | 5               |
| Ireland (IRMA)                        | 1               |
| Israel (Media Forest)                 | 5               |
| Ý (FIMI)                              | 5               |
| Nhật Bản (Japan Hot 100)              | 97              |
| Luxembourg Nhạc số (Billboard)        | 2               |
| Hà Lan (Dutch Top 40)                 | 17              |
| Hà Lan (Single Top 100)               | 16              |
| New Zealand (Recorded Music NZ)       | 3               |
| Na Uy (VG-lista)                      | 3               |
| Ba Lan (Polish Airplay Top 100)       | 3               |
| Bồ Đào Nha Nhạc số (Billboard)        | 6               |
| Scotland (OCC)                        | 1               |
| Slovakia (Rádio Top 100)              | 4               |
| Slovenia (SloTop50)                   | 32              |
| Hàn Quốc (Gaon International Singles) | 12              |
| Tây Ban Nha (PROMUSICAE)              | 11              |
| Thụy Điển (Sverigetopplistan)         | 3               |
| Thụy Sĩ (Schweizer Hitparade)         | 3               |
| Anh Quốc (OCC)                        | 1               |
| Hoa Kỳ Billboard Hot 100              | 25              |
| Hoa Kỳ Adult Pop Airplay (Billboard)  | 13              |
| Hoa Kỳ Pop Airplay (Billboard)        | 17              |
| Hoa Kỳ Hot Rock Songs (Billboard)     | 17              |

| Bảng xếp hạng (2012)                 | Vị trí |
| ------------------------------------ | ------ |
| Australia (ARIA)                     | 20     |
| Belgium (Ultratop 50 Flanders)       | 76     |
| Hungary (Rádiós Top 40)              | 33     |
| Ireland (IRMA)                       | 15     |
| Italy (FIMI)                         | 25     |
| Netherlands (Dutch Top 40)           | 55     |
| Netherlands (Single Top 100)         | 69     |
| New Zealand (Recorded Music NZ)      | 19     |
| Romania (Romanian Top 100)           | 2      |
| Sweden (Sverigetopplistan)           | 29     |
| UK Singles (Official Charts Company) | 21     |
| Bảng xếp hạng (2013)                 | Vị trí |
| Austria (Ö3 Austria Top 40)          | 19     |
| Germany (Official German Charts)     | 14     |
| Moldova (Media Forest)               | 30     |
| Netherlands (Dutch Top 40)           | 217    |
| Spain (PROMUSICAE)                   | 48     |
| Sweden (Sverigetopplistan)           | 36     |
| Switzerland (Schweizer Hitparade)    | 15     |
| UK Singles (Official Charts Company) | 105    |
| US Billboard Hot 100                 | 85     |

| Bảng xếp hạng                        | Vị trí |
| ------------------------------------ | ------ |
| UK Singles (Official Charts Company) | 222    |

## Chứng nhận
| Quốc gia | Chứng nhận   | Số đơn vị/doanh số chứng nhận |
| --- | ------------ | ----------------------------- |
| Úc (ARIA) | 10× Bạch kim | 700.000‡                      |
| Áo (IFPI Áo) | Vàng         | 15.000*                       |
| Bỉ (BEA) | Vàng         | 15.000*                       |
| Brasil (Pro-Música Brasil) | 3× Bạch kim  | 180.000‡                      |
| Đan Mạch (IFPI Đan Mạch) | Vàng         | 15.000^                       |
| Phần Lan (Musiikkituottajat) | Vàng         | 5.524                         |
| Đức (BVMI) | 2× Bạch kim  | 1.000.000‡                    |
| Ý (FIMI) | 3× Bạch kim  | 150.000‡                      |
| Hà Lan (NVPI) | Vàng         | 10.000^                       |
| New Zealand (RMNZ) | 2× Bạch kim  | 30.000*                       |
| Na Uy (IFPI) | 6× Bạch kim  | 60.000*                       |
| Tây Ban Nha (PROMUSICAE) | 2× Bạch kim  | 120.000‡                      |
| Thụy Điển (GLF) | 4× Bạch kim  | 80.000‡                       |
| Thụy Sĩ (IFPI) | 2× Bạch kim  | 60.000^                       |
| Anh Quốc (BPI) | 4× Bạch kim  | 2.400.000‡                    |
| Hoa Kỳ (RIAA) | 2× Bạch kim  | 2.912.000                     |
| Phát trực tuyến |              |                               |
| Đan Mạch (IFPI Đan Mạch) | 4× Bạch kim  | 7.200.000                     |
| * Chứng nhận dựa theo doanh số tiêu thụ. · ^ Chứng nhận dựa theo doanh số nhập hàng. · ‡ Chứng nhận dựa theo doanh số tiêu thụ và phát trực tuyến. · Chứng nhận dựa theo doanh số phát trực tuyến. |              |                               |